# Roma kyrkby
Roma kyrkby eller Lövsta (som egentligen är en del av orten) är en tidigare tätort i Gotlands kommun i Gotlands län och kyrkby i Roma socken, belägen på öns mellersta del.
Byn ligger 16 km från Visby och 2 km från Roma (Romakloster). Vid 2015 års tätortsavgränsning hade bebyggelsen vuxit samman med Romaklosters tätort.
Tätorten "Roma kyrkby" omfattar egentligen byarna Lövsta, Bjärs, Larsarve, Busarve, Karby samt en del modern bebyggelse mellan byarna.
I Roma kyrkby finns Roma kyrka.
I Statistiska centralbyråns officiella tätortsstatistik heter orten Roma. På länsväg 143 kallas orten däremot "Lövsta" och det skrivs att Roma är 2 km vidare.

## Befolkningsutveckling
| Befolkningsutvecklingen i Roma kyrkby (Roma) 1950–2010                                                                           | Befolkningsutvecklingen i Roma kyrkby (Roma) 1950–2010 | Befolkningsutvecklingen i Roma kyrkby (Roma) 1950–2010 | Befolkningsutvecklingen i Roma kyrkby (Roma) 1950–2010 | Befolkningsutvecklingen i Roma kyrkby (Roma) 1950–2010 |
| --- | ------------------------------------------------------ | ------------------------------------------------------ | ------------------------------------------------------ | ------------------------------------------------------ |
| |                                                        |                                                        |                                                        |                                                        |
| År |                                                        |                                                        | Folkmängd                                              | Areal (ha)                                             |
| 1950 | 1950                                                   |                                                        | 267                                                    |                                                        |
| 1960 | 1960                                                   |                                                        | 284                                                    |                                                        |
| 1965 | 1965                                                   |                                                        | 248                                                    |                                                        |
| 1970 | 1970                                                   |                                                        | 272                                                    |                                                        |
| 1995 | 1995                                                   |                                                        | 277                                                    | 89                                                     |
| 2000 | 2000                                                   |                                                        | 282                                                    | 89                                                     |
| 2005 | 2005                                                   |                                                        | 253                                                    | 90                                                     |
| 2010 | 2010                                                   |                                                        | 261                                                    | 89                                                     |
| Anm.: Roma kyrkby och Romakloster sammanväxte 1975. Uppdelade 1995; nya tätorten benämnd Roma. Sammanvuxen med Romakloster 2015. |                                                        |                                                        |                                                        |                                                        |